# Provinciale weg 376
De provinciale weg 376 (N376) is een provinciale weg in de provincie Drenthe. De weg verloopt van Rolde bij de N33 via Schoonoord naar de A37 bij Nieuw-Amsterdam. Onderweg sluit de weg bij Schoonloo aan op de N374, bij Noord-Sleen op de N381 en bij Erm op de N34.
De weg is uitgevoerd als tweestrooks-gebiedsontsluitingsweg. Buiten de bebouwde kom geldt een maximumsnelheid van 80 km/u. Op enkele plaatsen wordt de maximumsnelheid teruggebracht naar 60 km/u.

## Veiligheid
Door schaduwen van bomen langs de weg is het raadzaam overdag dimlicht te voeren.

## Snelheidscontrole
Er zijn geen vaste flitspalen bekend op deze weg.
N34 · N46 · N351 · N353 · N354 · N355 · N356 · N357 · N358 · N359 · N360 · N361 · N362 · N363 · N364 · N365 · N366 · N367 · N368 · N369 · N370 · N371 · N372 · N373 · N374 · N375 · N376 · N377 · N378 · N379 · N380 · N381 · N382 · N383 · N384 · N385 · N386 · N387 · N388 · N390 · N391 · N392 · N393 · N398

N851 · N852 · N853 · N854 · N855 · N856 · N857 · N858 · N860 · N861 · N862 · N863 · N865 · N910 · N913 · N917 · N918 · N919 · N924 · N927 · N928 · N962 · N963 · N964 · N966 · N967 · N969 · N972 · N973 · N974 · N975 · N976 · N977 · N978 · N979 · N980 · N981 · N982 · N983 · N984 · N985 · N986 · N987 · N988 · N989 · N990 · N991 · N992 · N993 · N994 · N995 · N996 · N997 · N998 · N999

Cursief vermelde wegen zijn voormalige provinciale wegen.